# NGC 5598
NGC 5598 (другие обозначения — UGC 9209, MCG 7-30-4, ZWG 220.7, PGC 51354) — эллиптическая галактика (морфологический тип E) в созвездии Волопаса. Открыта Уильямом Гершелем в 1788 году. 
Этот объект входит в число перечисленных в оригинальной редакции «Нового общего каталога».
В более ранних морфологических каталогах NGC 5598 классифицировалась как линзообразная галактика (S0). 
На фотографии SDSS в этом поле видны четыре галактики, вероятно, образующие единую физическую систему: NGC 5598, NGC 5601, NGC 5603 и NGC 5603B. NGC 5598 наиболее тусклый объект из них. Это слегка вытянутая галактика, обращённая к наблюдателю. При визуальном наблюдении в любительский телескоп она видна как маленькая, но сравнительно яркая, овальная, концентрированная и непрозрачная галактика с ярким звездообразным ядром. Визуально наблюдаются и остальные три галактики NGC в этом поле даже при высоком увеличении, хотя NGC 5601 очень слаба и трудно различима. Радиальная скорость NGC 5598 составляет 5561 км/с. Расстояние: 248 млн световых лет. Диаметр: 87 тыс. световых лет.